# Joachim Seeler
Klaus Joachim Seeler (* 20. Mai 1964 in Hamburg) ist ein deutscher Politiker (FDP, bis 2024 SPD). Er war von 2015 bis 2020 Abgeordneter in der Hamburgischen Bürgerschaft.

## Biografie
Sein Vater war Hans-Joachim Seeler (SPD), der ehemalige Senator des Gesundheitsamtes und langjähriges Mitglied der Hamburgischen Bürgerschaft. Seine Mutter, Ingrid Seeler (SPD), war ebenfalls Mitglied der Bürgerschaft und engagierte sich vor allem in der Jugend- und Kulturpolitik. Sein älterer Bruder Christian Seeler ist Schauspieler und war von 1996 bis 2017 Intendant des Hamburger Ohnsorg-Theaters. Auch zu Uwe Seeler bestehen verwandtschaftliche Beziehungen.
Joachim Seeler studierte in Hamburg Wirtschaftsingenieurwesen mit Abschluss als Diplom-Wirtschaftsingenieur. Er wurde mit einer Arbeit über Marktstrukturelle Auswirkungen neuer Produktionstechnologien: eine Analyse am Beispiel der Computerintegrierten Produktionstechnologien (CIM) am Institut für Wirtschaftsforschung des Hamburgischen Welt-Wirtschafts-Archiv promoviert. Anschließend war er Assistent des Vorstandsvorsitzenden der Strabag AG in Köln und später Geschäftsführer der HGA Capital GmbH und Vorstandsmitglied deren Muttergesellschaft HSH Real Estate AG. 2006 gründete Seeler seine eigene Investmentgesellschaft, die er 2011 verkaufte. Heute ist er geschäftsführender Gesellschafter der HSP Hamburg Invest GmbH.
Bei der Bürgerschaftswahl 2015 zog er über die SPD-Landesliste in die Hamburgische Bürgerschaft ein und war Abgeordneter bis 2020; u. a. als Vorsitzender des Ausschusses Öffentliche Unternehmen und Mitglied als im Wirtschafts- und Haushaltsausschuss.
Am 29. Mai 2024 verkündete Seeler seinen Austritt aus der SPD. Anfang Juli 2024 trat er der FDP bei.
Er ist ein stellvertretender Vorsitzender der Ludwig-Erhard-Stiftung, Vorstandsmitglied der Finanzplatzinitiative Hamburg e.V., Mitglied im Ausschuss Geld & Kredit des DIHK und stellvertretender Vorsitzender der Gesellschaft für Unternehmensgeschichte e.V. (GUG).
Joachim Seeler ist verheiratet und hat einen Sohn.